# Portada/article setembre 4

## Ludwig van Beethoven
Ludwig van Beethoven (1770 – 1827) fou un compositor, director d'orquestra i pianista alemany. El seu llegat musical es va estendre, cronològicament, des del Classicisme fins a començaments del Romanticisme musical.
Considerat l'últim gran representant del classicisme vienès (després de Christoph Willibald Gluck, Joseph Haydn i Wolfgang Amadeus Mozart), Beethoven va aconseguir fer transcendir la música del Romanticisme, motivant-ne la influència en una diversitat d'obres musicals al llarg del segle xix. El seu art es va expressar en nombrosos gèneres i tot i que les simfonies van ser la font principal de la seva popularitat internacional, el seu impacte va resultar ser sobretot significatiu a les obres per a piano i música de cambra.